# Oribatula rotundata
Oribatula rotundata är en kvalsterart som beskrevs av Thor 1937. Oribatula rotundata ingår i släktet Oribatula och familjen Oribatulidae. Inga underarter finns listade i Catalogue of Life.